# Nanorana vicina
Nanorana vicina är en groddjursart som först beskrevs av Ferdinand Stoliczka 1872.  Nanorana vicina ingår i släktet Nanorana och familjen Dicroglossidae. IUCN kategoriserar arten globalt som livskraftig. Inga underarter finns listade i Catalogue of Life.